# Slop (intelligence artificielle)
Ne doit pas être confondu avec Slop.
Le slop (aussi appelé AI Slop) est un média de mauvaise qualité, comprenant des textes, des sons et des images, réalisé à l'aide d'une technologie d'intelligence artificielle générative,,. Inventé dans les années 2020, le terme a une connotation péjorative proche de celle de « spam ».
Le slop a été défini de diverses manières : « encombrement numérique », « contenu de remplissage produit par des outils d'IA qui privilégient la vitesse et la quantité au détriment du contenu et de la qualité »,  « déluge d'images, de sons et de texte vomi par les logiciels d'IA générative, qui pullule dans notre quotidien » et « contenu d'IA de mauvaise qualité ou indésirable, trouvé dans les médias sociaux, l'art, les livres et, de plus en plus, dans les résultats de recherche ».
Jonathan Gilmore, professeur de philosophie à la City University de New York, décrit le « style incroyablement banal et réaliste » de l'IA slop comme étant « très facile à reproduire ».

## Origine du terme
Alors que les grands modèles linguistiques (LLM) ont accéléré la création de contenus écrits et d’images en grand volume mais de faible qualité, la question est apparue de nommer le phénomène. Les termes proposés comprenaient « déchets d'IA » (AI garbage), « pollution par l'IA » (AI pollution) et « scories générées par l'IA » (AI-generated dross). Le terme « slop » apparaît quant à lui en réaction à la sortie des générateurs d'art  par IA en 2022. Son utilisation précoce a été notée dans les sections de commentaires de 4chan, Hacker News et YouTube comme une forme d'argot de groupe.

## Sur les réseaux sociaux

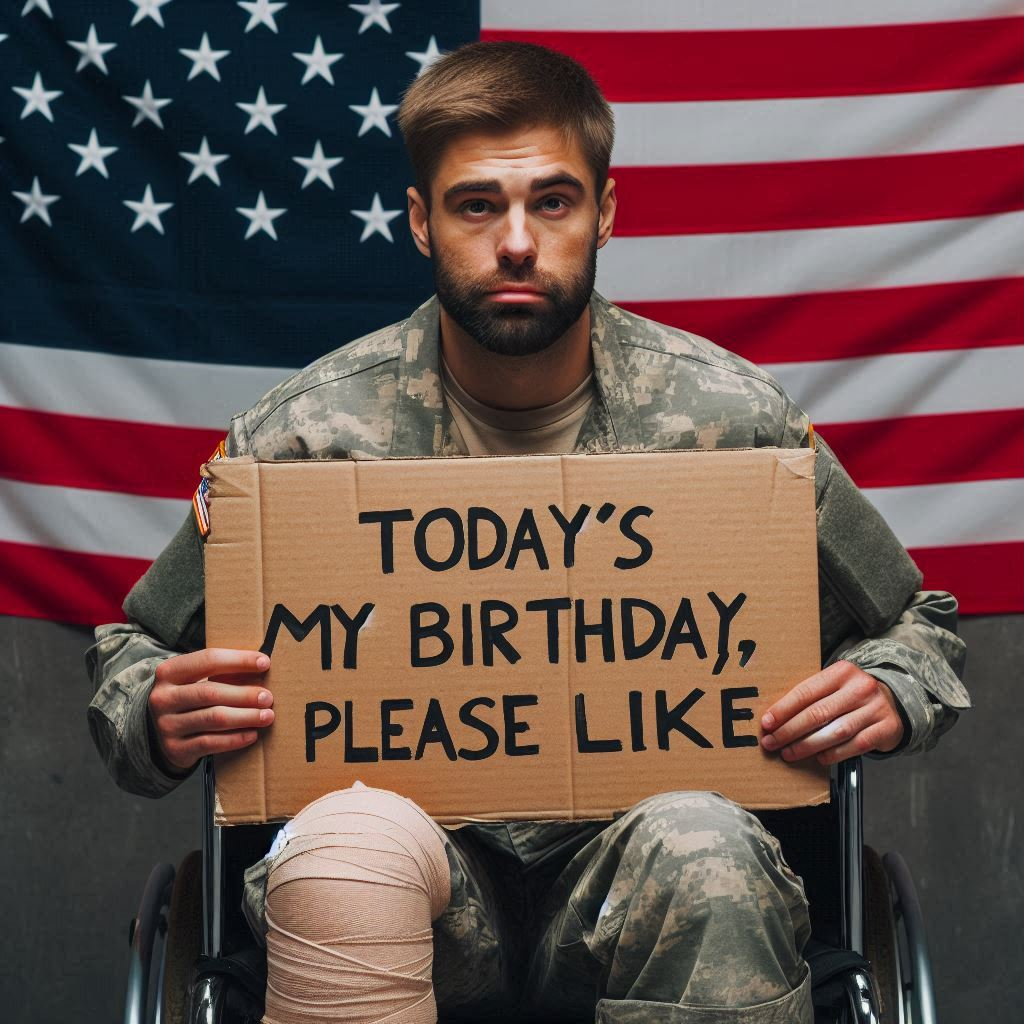
Image générée à l'aide d'une invite de dialogue conçue pour plaire à un public américain, issue d'un séminaire en hindi : american soldier veteran holding cardboard sign that says 'today's my birthday, please like' injured in battle veteran war american flag.

Les images et vidéos réalisées par l'IA ont proliféré sur les réseaux sociaux, en partie parce qu'elles généraient des revenus pour leurs créateurs sur Facebook et TikTok. Cette manne incite les individus des pays en développement à créer des images qui plaisent au public des États-Unis, ce qui leur permet d'obtenir des tarifs publicitaires plus élevés,,.
Le journaliste Jason Koebler a émis l'hypothèse que la nature bizarre de certains contenus pourrait être due au fait que les créateurs utilisent des invites en hindi, en ourdou et en vietnamien (des langues sous-représentées dans les données de formation du modèle), ou utilisent des méthodes de conversion de la parole en texte erratiques pour traduire leurs intentions en anglais.
En parlant au magazine New York, un créateur kenyan d'images de synthèse a décrit comment il avait donné à ChatGPT une invite telle que « ÉCRIVEZ-MOI 10 PHOTOS DE JÉSUS QUI APPORTERONT UN ENGAGEMENT ÉLEVÉ SUR FACEBOOK », pour les introduire ensuite dans un service d'IA de conversion de texte en image tel que Midjourney.

### En politique
Le magazine américain The Atlantic note que les logiciels malveillants d'IA étaient de plus en plus associés à la droite politique aux États-Unis, qui les utilisait pour publier du shitposting et du rage-baiting sur les réseaux sociaux ; la technologie offrant « du contenu bon marché, rapide et à la demande ».
Ainsi, au lendemain du passage de l'ouragan Helene aux États-Unis, une image générée par l'IA d'une jeune fille tenant un chiot assise dans un bateau flottant sur les eaux inondées a-t-elle circulé parmi les membres du Parti républicain, qui l'ont utilisée comme preuve de l'échec de l'administration de Joe Biden, le président américain, à répondre à la catastrophe. Certains partagent l'image sur les réseaux sociaux tout en reconnaissant qu'elle n'était pas authentique,.

### Dans les listes d'événements
Des graphismes promotionnels fantastiques réalisés pour l'événement Willy's Chocolate Experience de février 2024, qualifiés de « slop », ont induit le public en erreur en le poussant à assister à un événement qui, en réalité, se déroulait dans un entrepôt décoré bon marché. Un utilisateur de Reddit s'est dit surpris de voir que les gens achetaient des billets pour l'événement uniquement sur la base de publicités Facebook générées par l'IA, sans aucune véritable photographie du lieu.